# Verdrag van Parijs (1814)
Het Verdrag van Parijs (ook wel Vrede van Parijs, Eerste Verdrag van Parijs of Eerste Vrede van Parijs genoemd) op 30 mei 1814 was een vredesverdrag waarmee de Zesde Coalitieoorlog tegen Napoleons Franse Keizerrijk werd beëindigd. Het was een van de eerste stappen in de herverdeling van Europa na de nederlaag van Napoleon, waaronder de vereniging van het huidige Nederland en België tot één staat, het Verenigd Koninkrijk der Nederlanden, in personele unie met Luxemburg, onder Willem I. Het liep in die zin enigszins vooruit op het Congres van Wenen.
Het Verdrag van Parijs volgde ruim een maand na het Verdrag van Fontainebleau op 11 april, waarbij Napoleon was afgetreden als keizer en in ballingschap op Elba was gegaan. Het verdrag werd gesloten tussen de nieuwe Franse koning Lodewijk XVIII en de geallieerde machten Oostenrijk, het Verenigd Koninkrijk, Pruisen en Rusland. Het werd ondertekend door onder meer Talleyrand voor Frankrijk, Castlereagh voor het Verenigd Koninkrijk en Metternich voor Oostenrijk.
Naast het verdrag met Frankrijk tekenden de geallieerden ook een geheim verdrag onderling dat Venetië toekende aan Oostenrijk en Genua toekende aan Sardinië.
Na Napoleons terugkeer uit Elba in 1815 en nederlaag in de Slag bij Waterloo volgde een tweede Verdrag van Parijs op 20 november 1815. Hierbij werd Frankrijk teruggebracht tot zijn grenzen in 1790.
|  |  |  |
|  |  |  |

## Bepalingen van het verdrag
Het verdrag was relatief mild voor Frankrijk om zo onrust in dat land te voorkomen, zodat de Restauratie van de Bourbons zonder problemen zou verlopen. Men waakte er voor Frankrijk te sterk te verzwakken om het weerbaar te maken tegen een te opdringerig Pruisen.
- Frankrijk werd teruggebracht tot zijn grenzen op 1 januari 1792, inclusief de gebieden die in de periode 1790-1791 veroverd waren, waaronder de pauselijke bezittingen Avignon en Venaissin, een deel van Savoye en een aantal grensdistricten en enclaves langs de Belgische en Duitse grens. Ook werden de Franse koloniën weer hersteld, met uitzondering van Tobago, Mauritius en Rodriguez, Saint Lucia en de Seychellen, die allen in Britse handen overgingen. Frankrijk mocht alle kunstschatten behouden die ze tijdens de Franse revolutionaire en napoleontische periode uit heel Europa had geroofd.
- Het verdrag bepaalde verder dat de Europese grootmachten binnen enkele maanden in Wenen samen zouden komen om de nieuwe verdeling van Europa vast te stellen. Een aantal bepalingen liep alvast vooruit op dit Congres van Wenen. De Britse heerschappij over Malta werd in 1814 een eerste keer bekrachtigd. Ook werd het Huis Oranje-Nassau aangesteld over Nederland, dat uitgebreid zou worden met een nader te bepalen grondgebied om zo een bufferstaat van middelgroot formaat te creëren, als tegenwicht voor eventuele hernieuwde Franse expansiezucht. Dit werd verder uitgewerkt door het Congres van Wenen, dat het huidige België bij Nederland voegde om zo het Verenigd Koninkrijk der Nederlanden onder koning Willem I te vormen. Bij de uitwerking van dit verdrag werden tientallen oorlogsschepen van de Franse vloot toegewezen aan dit nieuwe koninkrijk: deze schepen vormden de kern van de nieuw opgerichte Koninklijke Zeemacht, die vanaf 1905 Koninklijke Marine werd genoemd.
- Het verdrag bepaalde dat Duitsland en Italië zouden bestaan uit onafhankelijke staten, waarbij een nieuwe Duitse federatie zou worden opgezet om de Rijnbond te vervangen. Ook de onafhankelijkheid van Zwitserland werd gegarandeerd. De scheepvaart in de Rijn en Schelde werd vrij verklaard. Verder kwam Frankrijk overeen om over een periode van vijf jaar de slavenhandel af te schaffen (maar niet de slavernij).
- Het oostelijke deel van Hispaniola (nu de Dominicaanse Republiek), dat na de Pyreneeënoorlog door Spanje aan Frankrijk was afgestaan, ging weer terug in Spaanse handen. Haïti, dat in 1804 haar onafhankelijkheid van Frankrijk had verklaard, mocht deze onafhankelijkheid behouden.